# Пепейн Адервейн
Пепейн Адервейн (нід. Pepijn Aardewijn, 15 червня 1970) — нідерландський академічний веслувальник.
Срібний призер Олімпійських Ігор 1996 року в складі парної двійки легкої ваги, учасник 2000 року.